# Lancaster City FC
Lancaster City FC är en fotbollsklubb baserad i England, som för närvarande spelar i Northern Premier League Division One North.